# Tatoo
Pour les articles homonymes, voir Tattoo.
Tatoo est le nom commercial d'un service de radiomessagerie proposé en France sur le réseau POCSAG Alphapage par France Télécom de 1995 à 2000, puis depuis 2005 par e*Message, société franco-allemande repreneuse d'Alphapage. Tatoo désigne également par extension un récepteur de ce service (« bipeur » ou « pager »).

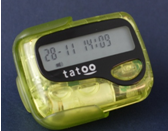
Récepteur Tatoo Alphapage.

## Historique
Tatoo est lancé le 27 septembre 1995 par FTMR (France Télécom Mobiles Radiomessagerie) quelques mois après le lancement de deux autres services de radiomessagerie destinés au grand public : Tam-Tam et Kobby. Rapidement le récepteur de poche conquiert suffisamment de parts de marché pour caracoler en tête des ventes, grâce à une campagne publicitaire créative[réf. nécessaire] (« Tatoo, votre tribu garde le contact avec vous ») et un concept innovant[En quoi ?] (la « tribu »). Jusqu'à 32 récepteurs différents sont commercialisés, produits par diverses marques (Motorola, Philips, NEC...)
Au début de son exploitation, le service Tatoo ne permet de recevoir que des messages composés de 1 à 15 chiffres, ce qui est propice au développement de codes chiffrés (ex. : 911 = urgent, 123 = je t'aime, etc.). Par la suite il est possible de déposer un message vocal de 30 secondes sur le répondeur du correspondant qui reçoit alors une notification sur son Tatoo lui indiquant d'aller écouter le message depuis un téléphone. En 1998, le lancement de nouveaux récepteurs (offre "Tatoo+texte") permet l'envoi de messages alphanumériques de 80 caractères maximum, par Minitel, site Web ou par l'intermédiaire d'un opérateur. Cette même année, le réseau est étendu à l'île de La Réunion et les accords d'itinérance permettent aux utilisateurs de recevoir leurs messages dans d'autres pays européens.
Des accords de partenariat avec certains médias, comme Fun Radio ou NRJ, ont permis de recevoir des flashes d'actualité sur des récepteurs spécifiques.